# Cora Combs
Cora Combs, pseudonimo di Beulah Mae Combs (Hazard, 17 marzo 1927 – Nashville, 21 giugno 2015), è stata una wrestler statunitense.

## Carriera
Prima di diventare una lottatrice professionista, era un cantante di musica country. Nel 1949 assistette ad uno show di wrestling dove vide Mildred Burke, all'epoca la star principale del wrestling femminile. Nick Gulas le presentò il wrestler Billy Wolfe, che decise di allenarla.
In carriera, vinse in cinque occasioni il titolo NWA United States Women's Championship e lottò anche contro sua figlia, Debbie Combs, utilizzando il ring name Lady Satan e indossando una maschera.
Nel 2007 è stata inserita nella Pro Wrestling Hall of Fame, mentre nel 2018 è stata inserita nella WWE Hall of Fame.

## Vita privata e morte
Combs ebbe una figlia, Deborah Ann Szostecki (Debbie Combs), che divenne anch'essa una wrestler professionista.
Morì il 21 giugno 2015 a Nashville all'età di 88 anni. Nelle settimane precedenti al decesso, era stata malata di polmonite.

## Titoli e riconoscimenti
- National Wrestling Alliance
  - NWA United States Women's Championship (5)[7]
  - NWA Southern Women's Championship (Florida version) (2)[8]
- Professional Wrestling Hall of Fame
  - Classe del 2007[9]
- WWE
  - WWE Hall of Fame (Classe del 2018)[10]